# Adrian Plass
Adrian Plass (Tunbridge Wells, 1948. –) brit író, aki leginkább humoros keresztény könyveiről híres, de ezen kívül ír komoly hangvételű regényeket, elbeszéléseket, illetve Biblia-kommentárokat is. Leghíresebb sorozata a Kegyes kétbalkezes naplója, a keresztyén élet humoros szatírája, amely világszerte több, mint egymillió példányban kelt el.

## Élete
Adrian Plass évekig dolgozott hátrányos helyzetű gyermekekkel, egészen amíg bele nem roppant, s el nem kezdett írni.
Első írása A látogatás, amely arról szól, hogy Jézus meglátogat egy helyi templomot Angliában. Ifjúsági munkásként szerzett tapasztalatairól a Broken Windows, Broken Lives könyvében ír.
Plass anglikán vallású, 2010-ben a feleségével, Bridgettel Yorkshire-be költöztek.

## Magyarul
- Egy kegyes kétbalkezes naplója; ford. Csák Szilárd, Orbán Eszter; Harmat, Bp., 2000
- Kegyes kétbalkezes visszatér; ford. Csák Szilárd, Orbán Eszter; Harmat, Bp., 2001
- Növekedésem kínjai; ford. Csák Szilárd; Harmat, Bp., 2002
- Irány a gumivár!; ford. Gulyás Melinda; Harmat, Bp., 2003
- Miért követem Jézust?; ford. Schwábné Gefferth Katalin; Harmat, Bp., 2004
- Káposztát a királynak!; ford. Gulyás Melinda; Harmat, Bp., 2005
- Adrian Plass–Bridget Plass: Ha Isten Fia táncol. Afrika árvái; ford. Kertai Barbara; Harmat, Bp., 2006 (Életutak)
- Kegyes kétbalkezes és a gyülekezeti hétvége; ford. Szőczi János; Harmat, Bp., 2017
- Ezüst nyírfák; ford. Recski Júlia; Harmat, Bp., 2018